# Riddarskinnbagge
Riddarskinnbagge eller riddarbagge (Lygaeus equestris) är en insekt i familjen fröskinnbaggar. Insekten är tecknad i rött och svart, med en vit prick på det bakre svarta fältet. De svarta fälten påminner tillsammans om ett riddarkors, vilket motiverat artepitetet equestris, som betyder riddare. Den kan även kallas skomakare, och är förväxlingsbar med rödlusen.
Riddarskinnbagge är Gotlands landskapsinsekt och kallas här körkmack eftersom den gärna i stora mängder kan hålla till på kyrkornas vita och solvarma kalkmurar.